# Andrena striatifrons
Andrena striatifrons är en biart som beskrevs av Cockerell 1897. Andrena striatifrons ingår i släktet sandbin, och familjen grävbin. Inga underarter finns listade i Catalogue of Life.